# Gregg Hurwitz
Gregg Hurwitz – pisarz i scenarzysta amerykański, absolwent uniwersytetów Harvarda i Oksfordu. Był wielokrotnie nominowany do nagród w dziedzinie thrillera. Współpracuje z wieloma największymi amerykańskimi studiami filmowymi, m.in. Paramount, Warner Bros. czy MGM. Od lat pisze thrillery, które są wysoko cenione przez krytykę. Jest także autorem komiksów pisanych dla Marvel Comics. Mieszka w Los Angeles.

### Powieści

#### Tim Rackley
- The Kill Clause (2003)
- The Program (2004)
- Troubleshooter (2005)
- Last Shot (2006)

#### Pozostałe
- Wieża (The Tower, 1999)
- Minutes to Burn (2001)
- Trauma (Do No Harm, 2002)
- Amnezja (The Crime Writer / I See You, 2007)
- Nie ufaj nikomu (We Know / Trust No One, 2008)
- Labirynt śmierci (Or She Dies / They’re Watching, 2009)
- Jesteś następny (You’re Next, 2011)
- The Survivor (2012)

### Komiksy
- The Punisher MAX
- Foolkiller MAX
- Wolverine
- The Vengeance of Moon Knight